# Verdi (miniserie televisiva)
(Verdi)
Verdi è uno sceneggiato televisivo del 1982, diretto dal regista italiano Renato Castellani e dedicato alla vita del compositore Giuseppe Verdi (1813-1901).
Protagonista, nel ruolo di Verdi, è l'attore britannico Ronald Pickup; nel cast, figurano anche Carla Fracci, Giampiero Albertini, Daria Nicolodi, Lino Capolicchio, Eva Christian, Enzo Cerusico e Stefano Coratti (che interpreta Verdi da giovane).
Lo sceneggiato fu prodotto dalla Rai in collaborazione con Antenne 2 (Francia), Bavaria Film (Germania Ovest), BBC (Regno Unito) e con la televisione svedese. In Italia fu trasmesso su Rai Rete 2 in prima serata  in nove puntate dal 13 ottobre al 12 novembre 1982.

## Trama
Lo sceneggiato tratta la vita del compositore dalla nascita, avvenuta il 10 ottobre 1813 a Roncole di Busseto (Parma), fino ai funerali, svoltisi a Milano il 28 gennaio 1901.
Vengono narrati i difficili inizi di carriera, i matrimoni con Margherita Barezzi e Giuseppina Strepponi, i successi, i cosiddetti "anni di galera", ecc.
Fanno da sfondo alle vicende i moti risorgimentali, durante i quali proprio un'opera di Verdi, il Nabucco, assunse un particolare significato patriottico.

## Episodi
Ogni puntata dello sceneggiato televisivo aveva anche un titolo:
- Prima puntata: Infanzia e giovinezza
- Seconda puntata: Gli anni più duri
- Terza puntata: Il successo
- Quarta puntata: Gli anni di galera
- Quinta puntata: Inventare il vero
- Sesta puntata: La Signora Verdi
- Settima puntata: Gli anni difficili
- Ottava puntata: Celeste Aida
- Nona puntata: Il vecchio mago

## Backstage
- Dietro alla sceneggiatura di Renato Castellani ci fu alle spalle un lavoro durato otto anni, durante i quali il regista si avvalse della consulenza del compositore Roman Vlad e dell'Istituto di Studi Verdiani[2][6]
- Le riprese si svolsero a Busseto, Fidenza, Parma, Milano, Torino, Cremona, Venezia, San Pietroburgo (allora Leningrado) e Castel San Pietro Romano (camuffato da villaggio alpino)[10]
- Le voci nelle opere sono quelle di Maria Callas (ne La traviata), Mario Del Monaco (nell'Otello), Luciano Pavarotti (nel Rigoletto) e Giuseppe Taddei (nel Falstaff)

## Titoli della fiction in altri Paesi
- Germania: Giuseppe Verdi - Eine italienische Legende[3][4]

## Prime TV nei vari Paesi
- Italia: 13 ottobre 1982 su Rai 2[6][7][8]
- Svezia: 7 novembre 1983[8]
- Austria: 12 luglio 1984 su ORF 1[11]
- Germania Est: 27 febbraio 1984 su DDR 2[4][11]